# Saint-Gal
Saint-Gal (okcitán nyelven Sent Gal) község Franciaország déli részén, Lozère megyében. 2011-ben 103 lakosa volt.

## Fekvése
Saint-Gal a Margeride-hegység nyugati oldalán fekszik, Saint-Amans-tól 2,5 km-re nyugatra, 1080 méteres (a községterület 993-1143 méteres) tengerszint feletti magasságban.
Északról Les Laubies, keletről Saint-Amans, délről Ribennes, nyugatról pedig Serverette községekkel határos.
A községhez tartozik Fontbonne, Le Granaldes és Le Choizines.

## Története
A falu a történelmi Gévaudan tartomány Randoni báróságához tartozott. Nevét Clermont meroving püspökéről, Szent Gálról (Gallus de Clermont) kapta (nem azonos az ír származású Szent Gállal, akiről Sankt Gallen és a Veszprém vármegyei Szentgál község is a nevét kapta). Egyike a megye legkisebb falvainak.

### Demográfia
| Év   | Lakosság |
| ---- | -------- |
| 1793 | 211      |
| 1851 | 237      |
| 1876 | 209      |
| 1901 | 203      |
| 1936 | 168      |

| Év   | Lakosság |
| ---- | -------- |
| 1946 | 137      |
| 1954 | 132      |
| 1962 | 114      |
| 1968 | 76       |

| Év   | Lakosság |
| ---- | -------- |
| 1975 | 56       |
| 1982 | 55       |
| 1990 | 51       |
| 1999 | 56       |
| 2010 | 111      |

## Nevezetességei
- Temploma a 12. században épült román stílusban, harangjait 1639-ben öntötték.
- Az első világháború áldozatainak emlékművét 1919-1925 között állították.[2]

## Kapcsolódó szócikk
- Lozère megye községei